# Oebalia aristalis
Oebalia aristalis är en tvåvingeart som först beskrevs av Daniel William Coquillett 1897.  Oebalia aristalis ingår i släktet Oebalia och familjen köttflugor. Inga underarter finns listade i Catalogue of Life.